# Högdalen
Högdalen är en stadsdel i Söderort inom Stockholms kommun. Stadsdelen gränsar till Bandhagen, Örby, Rågsved, Fagersjö och Gubbängen.

## Historik
Stadsplanen för Högdalen fastställdes 1951 och inspirerades av ABC-staden Vällingby. 1956 stod merparten av bebyggelsen klar. Området har förtätats sedan dess men bevarar i stort sett sitt ursprungliga utseende medan den kulturhistoriskt intressanta centrumanläggningen har genomgått stora förändringar.

## Torpet Högdalen

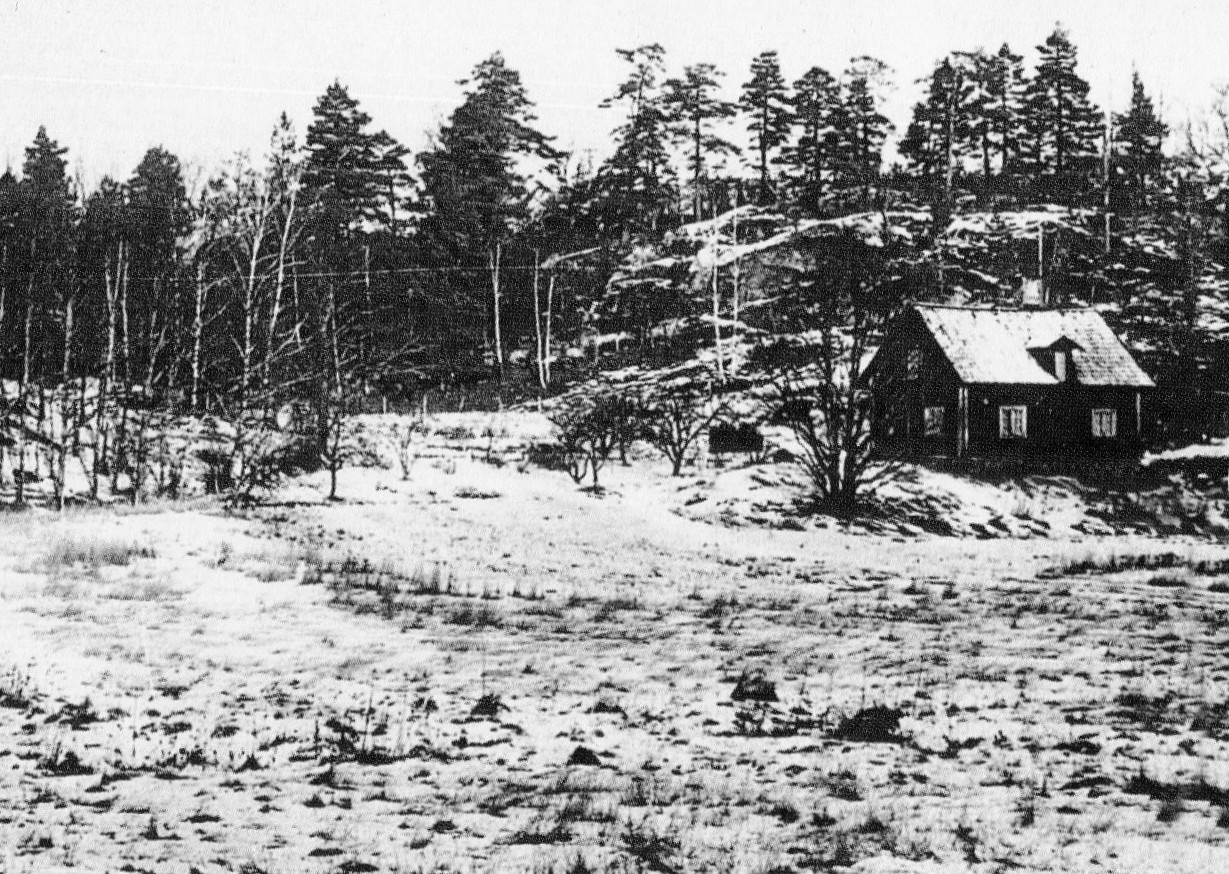
Högdalstorpet 1954.

Högdalen var ursprungligen namnet på ett torp under godset Örby i Brännkyrka socken. Namnet härrör troligen från platsens topografi, där höga höjder reser sig runt dalgången längs med nuvarande Magelungsvägen. Torpet omtalas första gången i en jordebok från slutet av 1700-talet. Det stod nedanför Högdalsberget ungefär där Magelungsvägen korsar Nynäsbanan och brann ner omkring 1960. Stadsdelen uppfördes på mark som tillhörde Örby slott och som var i stort sett obebyggd fram till 1950-talet. Vid torpet Högdalen passerade Nynäsbanan och här ligger även stationen ”Högdalen” från 1929. Till  1948 var den även hållplats.

## Exploatering och stadsplan

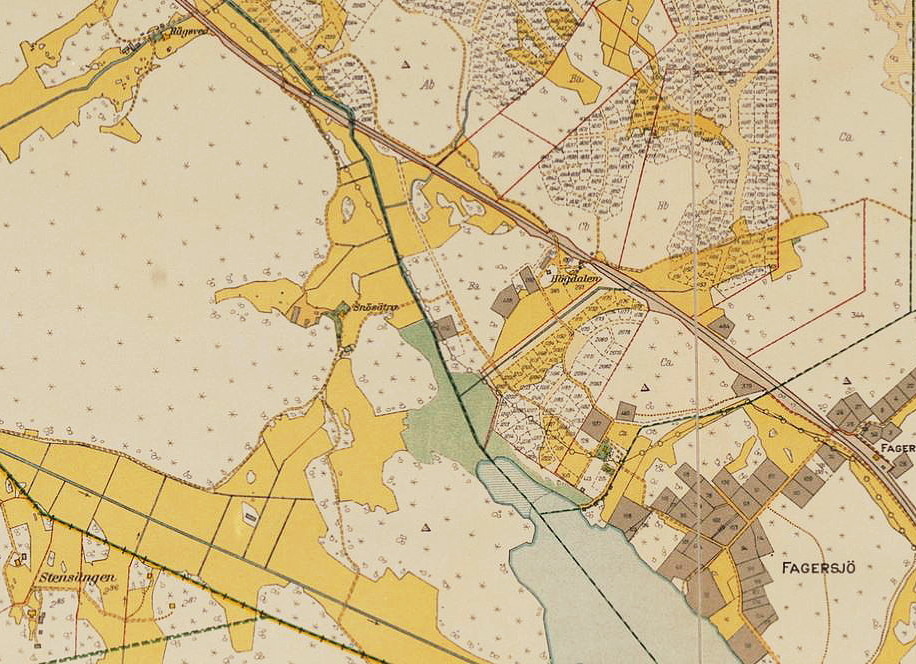
Högdalens planerade, men aldrig utförda villabebyggelse, 1920-tal.

Redan vid sekelskiftet 1900 fanns planer på att exploatera marken och villatomter avstyckades. På en karta från 1920-talet syns ett stort antal villatomter i Högdalenområdet, men någon bebyggelse kom aldrig till stånd. På 1940-talet förvärvade HSB på initiativ av sin chef, arkitekten Sven Wallander, tomtbolaget Villastadsbolaget AB Örby, som var ett av de tre bolag som då ägde marken. 1951 köpte Stockholms stad marken av HSB under förutsättning att 20 procent av tomträtterna skulle reserveras för HSB. Det var även Sven Wallander som föreslog Högdalen som namn för den nya förorten.
Högdalen och grannen i norr, Bandhagen, var ursprungligen planerade som en större förort och en sydlig motsvarighet till ABC-staden Vällingby. År 1950 beslutade Stockholms stad att låta Bandhagen och Högdalen bli två mindre, självständiga förorter och de bröts 1952 ut som egna stadsdelar ur stadsdelen Örby. Bandhagen exploaterades först och fortfarande enligt 1940-talets stadsplaneideal. 
Stadsplanen för Högdalen fastställdes 1951 och togs fram av stadsplanedirektören Sven Markelius själv. Planen fick ett ”modernare” stuk med en centrumanläggning i ABC-staden Vällingbys anda. 1956 stod merparten av bebyggelsen klar. Högdalens centrum med ett rikt utbud av butiker, salutorg, biograf, bibliotek, sim- och idrottshall samt varuhusen Kvickly och Tempo invigdes den 7 juni 1959 och upprustades 1994–1995. Torget smyckas av Willy Gordons fontänskulptur Malm och vatten från 1962.  Högdalens tunnelbanestations stationsbyggnad  byggdes tvärs över spårområdet och tog i bruk den 22 november 1954, nuvarande stationsbyggnad invigdes den 3 november 1957.

## Historiska bilder

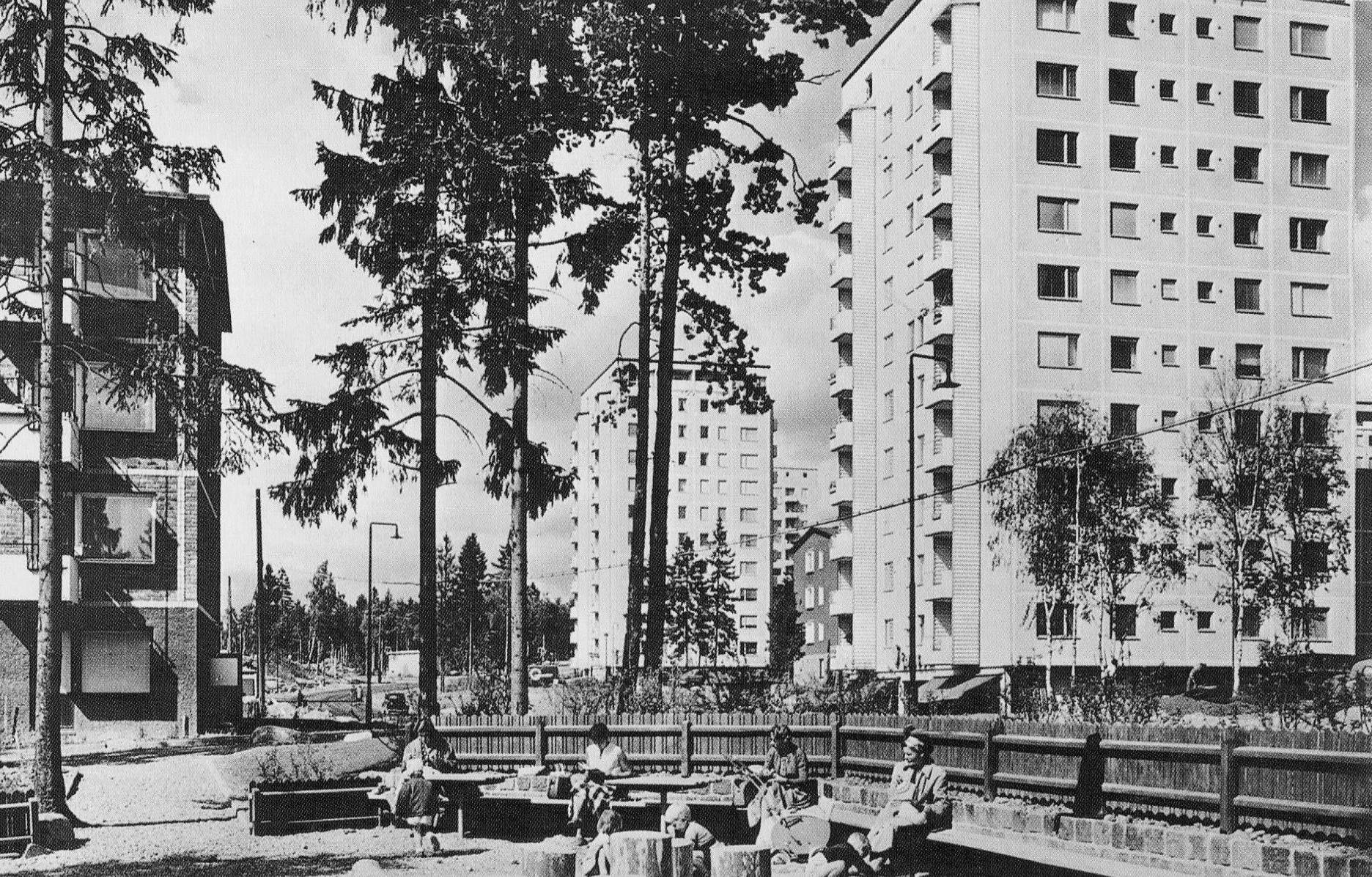
Skebokvarnsvägen, 1950-tal
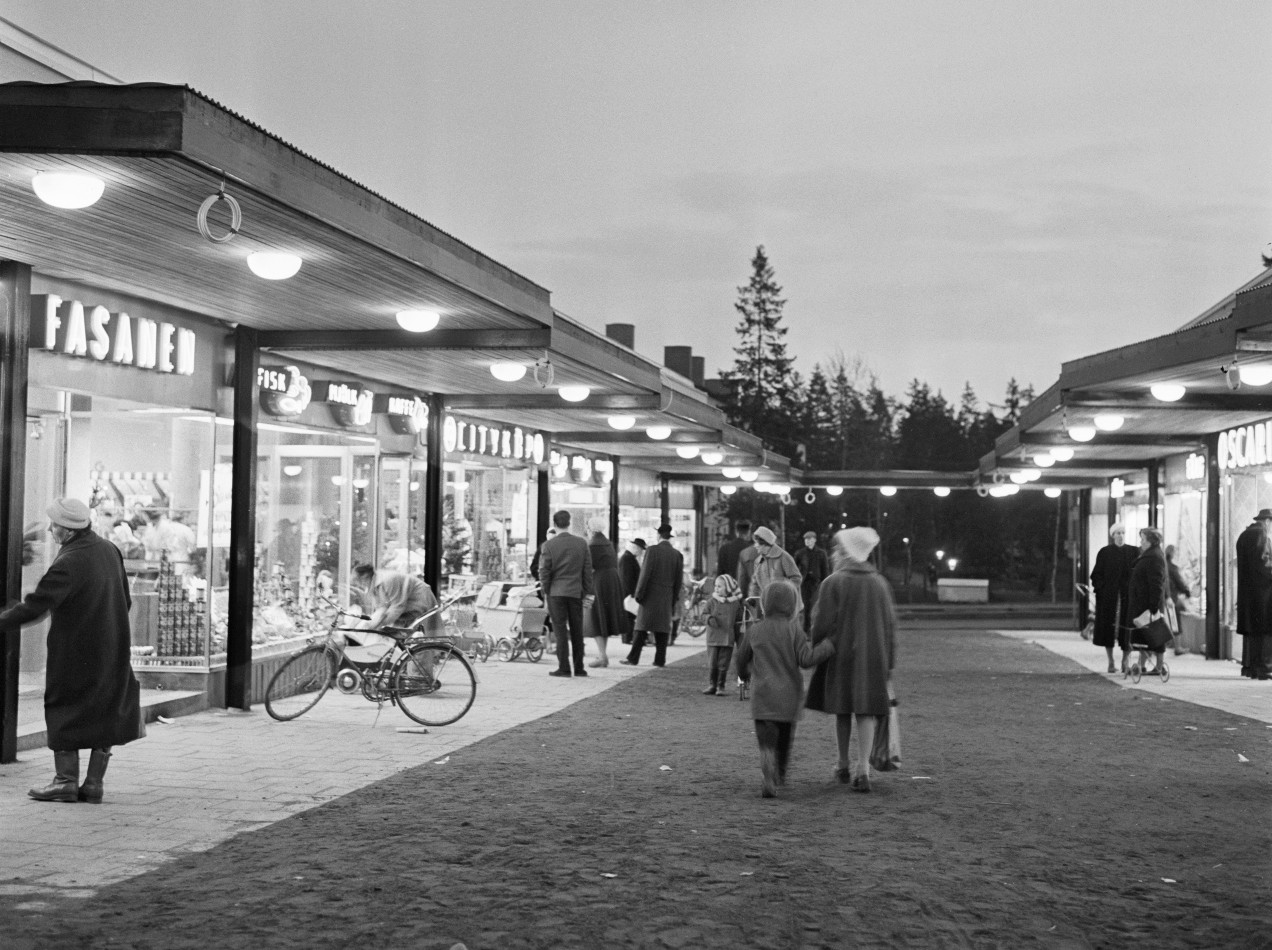
Första julhandeln i Högdalens centrum 1957
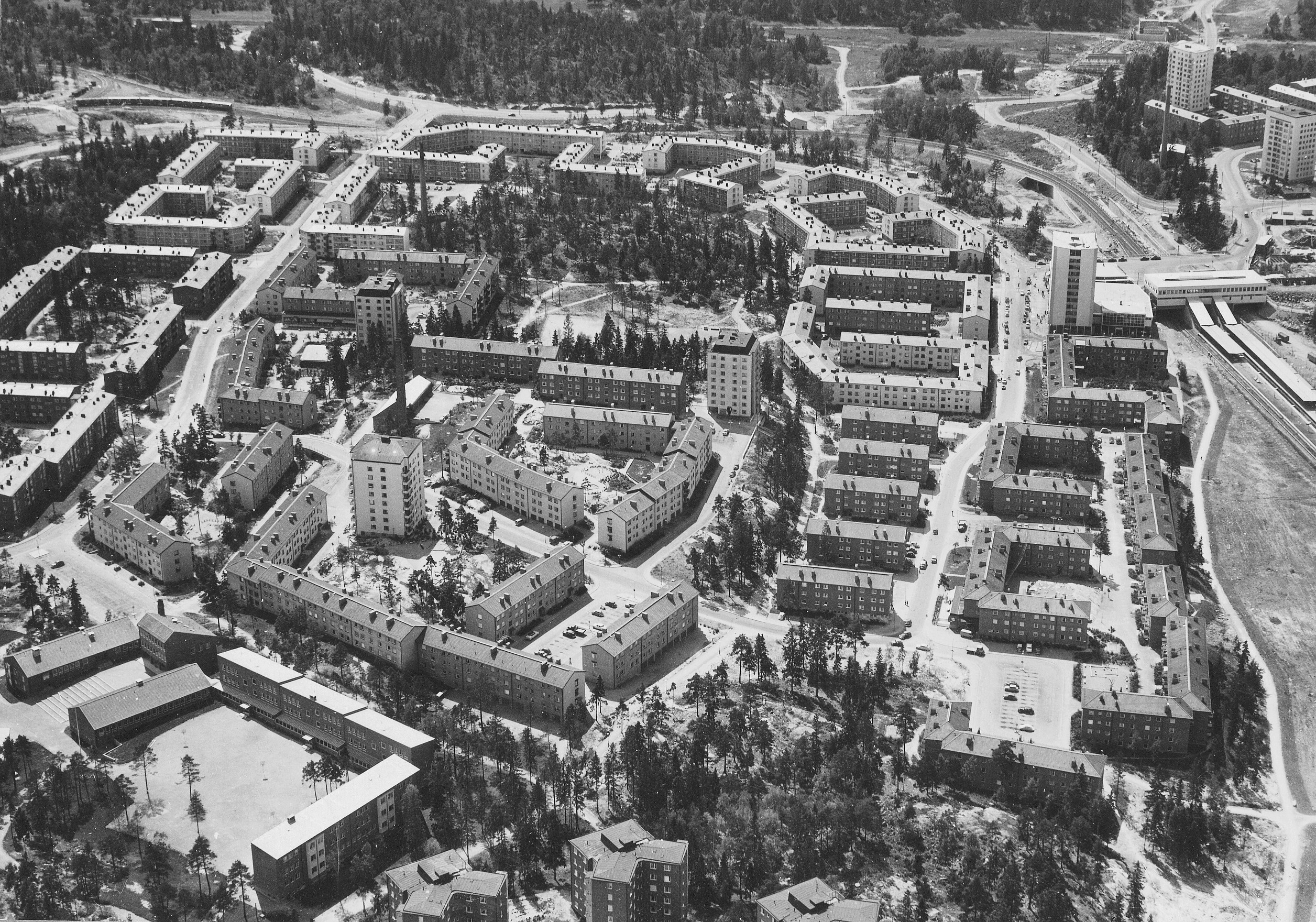
Högdalens sydöstra del, 1959
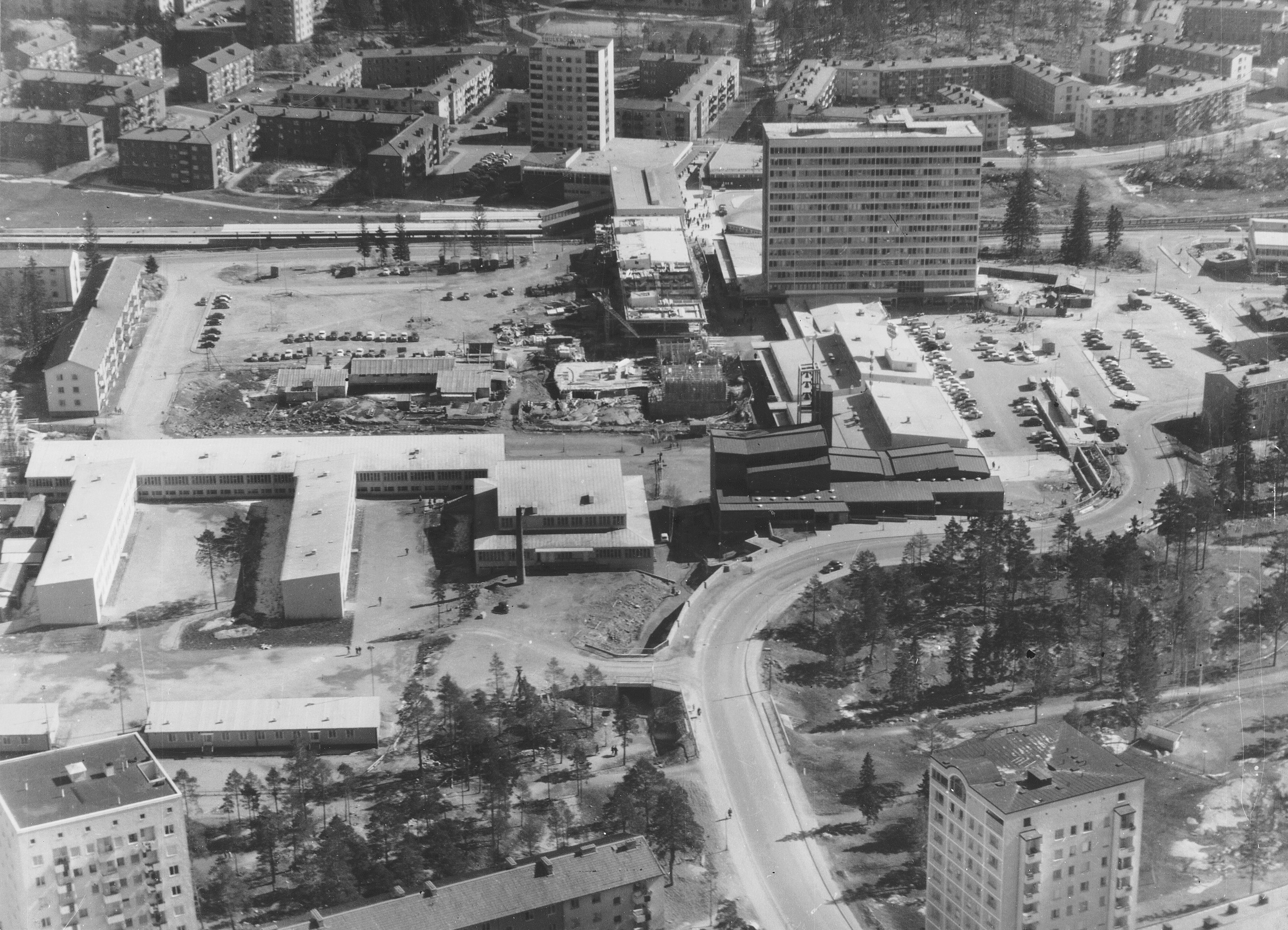
Högdalens centrum under uppförande, 1960

## Bebyggelsen

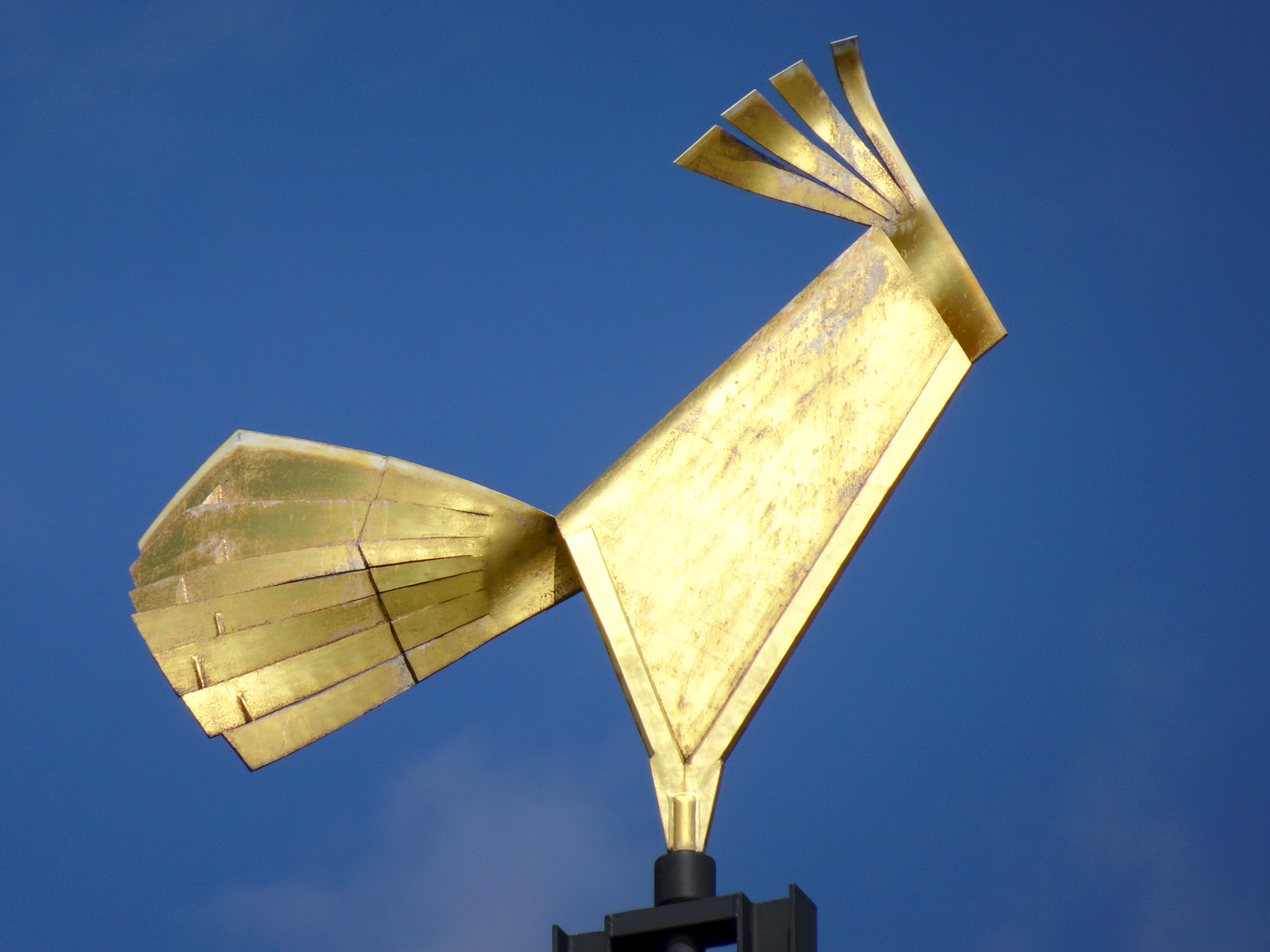
Vantörs kyrkas tupp som blev emblem för hela Högdalen.

Stadsdelen består av tre områden: ett östra och ett västra bostadsområde som tudelas av tunnelbanan samt ett verksamhetsområde i sydost, Högdalens industriområde. I västra delen anordnades stadsdelens centrum med  mer storskalig bebyggelse. Här märks höghusen längs Skebokvarnsvägen. Väster om Skebokvarnsvägen ligger tre grupper med sammantaget drygt 250 radhus, byggda mellan 1956 och 1960. 
På tidstypiskt sätt markerades även Högdalens centrum genom höga punkthus, ett i öster vid Harpsundsvägen med 11 våningar (kallat ”Tupphuset”), ritat av arkitekt Curt Strehlenert, och ett väster om tunnelbanehallen, med 13 våningar ritat av Karl Gustav Brokvist. Det senare är sammanbyggt med Högdalskyrkan ritad av Nils-Gunnar Nilsson.  
I Högdalens östra bostadsdel dominerar den mer traditionella "folkhemsarkitekturen" med tre våningar höga smalhus grupperade kring planterade gårdar. I Högdalen kan man avläsa övergången mellan två stadsplaneideal i Stockholms förortsplanering som ägde rum på 1950-talet, en äldre småskalig sådan och en modern, mer storskalig variant.
Vantörs kyrka invigdes 1959 och är sedan 2001 ett skyddad kyrkligt kulturminne. Kyrkans förgyllda tupp, formgiven av  skulptören Arne Jones och 1997 vald till Årets kyrktupp, har blivit Högdalens symbol. Norr om kyrkan låg byggnaden för Högdalens före detta skola från 1960-talet med Carl Nyrén som arkitekt. Den var fram till 2015 plats för Fria teatern och Högdalens dockteater. 2016 revs byggnaden för att ge plats för nya bostäder. Mittemot märks Högdalens sim- och idrottshall från 1967 ritad av Åke E. Lindqvist. Bland nyare bebyggelse kan nämnas ungdomsbostäder i kvarteret Kantjärnet vid Skebokvarnsvägen 376. Det långsträckta huset i sex våningar har loftgångar mot tunnelbanan och klarröda balkonger mot vägen. Vid Magelungsvägen färdigställdes i oktober 2012 Highvalley Skateworld en av Europas största skateboardanläggningar.

### Högdalens industriområde

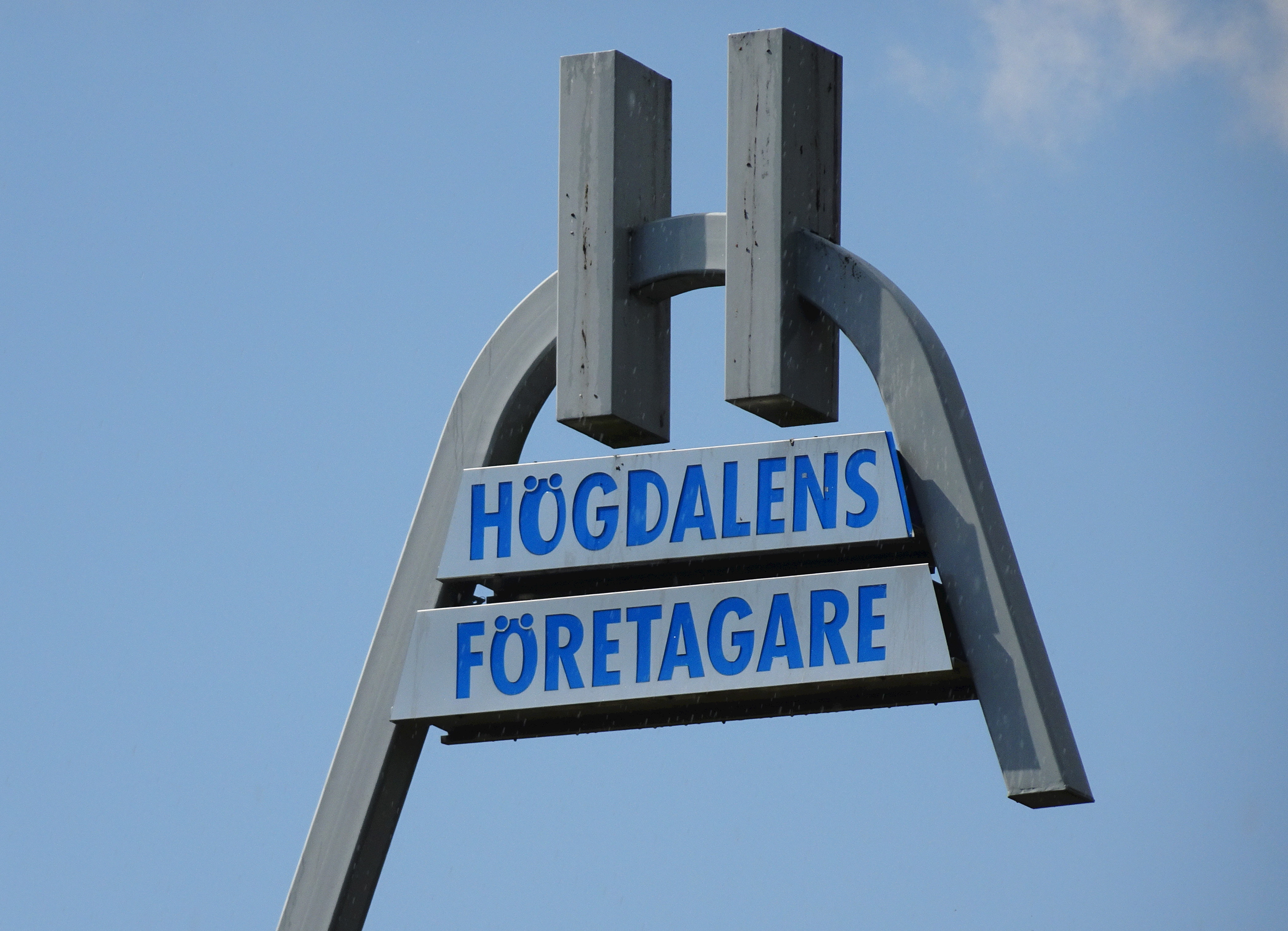
Högdalens företagsområde.

Högdalens industriområde, egentligen Högdalens företagsområde, är beläget i sydöstra delen av Högdalen och skulle ge arbetsplatser till de boende i den nya förorten. Området började anläggas i slutet av 1950-talet och stod färdigt i mitten av 1970-talet. Sedan dess har nya byggnader och verksamheter tillkommit. Inom området märks fyra stora anläggningar: Högdalsdepån, ett elektriskt högspänningsställverk, Högdalenverket med Högdalsgasverket och Återvinningscentral Vantör. Stockholms stad vill utveckla området till ett industridistrikt med tjänster och arbetsplatser inom miljöteknik.

### Högdalens centrum
När Bandhagens centrum var färdigbyggt 1954 och Högdalen fortfarande under planering visade det sig att det behövdes en större centrumanläggning för att göra de båda nya förstäderna attraktiva för bostadssökande. Valet för placeringen av ett stort förortscentrum föll på Högdalen och stadsdelens anläggning koncipierades som ett regionalt centrum. Byggherre var AB Familjebostäder. Centrumets byggnader anlades längs en bilfri affärsgata som även fungerade som salutorg. I östra änden ligger Högdalens tunnelbanestation och i västra änden Vantörs kyrka. Söder om centrumet anordnades bilparkering. Invigningen skedde den 7 juni 1957. Mellan åren 1994 och 1995 upprustades centrumanläggningen med bland annat ett klimatskyddande glastak över gångarna. Sedan år 2010 ägs cirka 70 procent av anläggningen av fastighetsbolaget Citycon. Idag (2016) finns cirka 50 butiker med en sammanlagd yta av 11 400 kvadratmeter.

### Bilder, Högdalens centrum

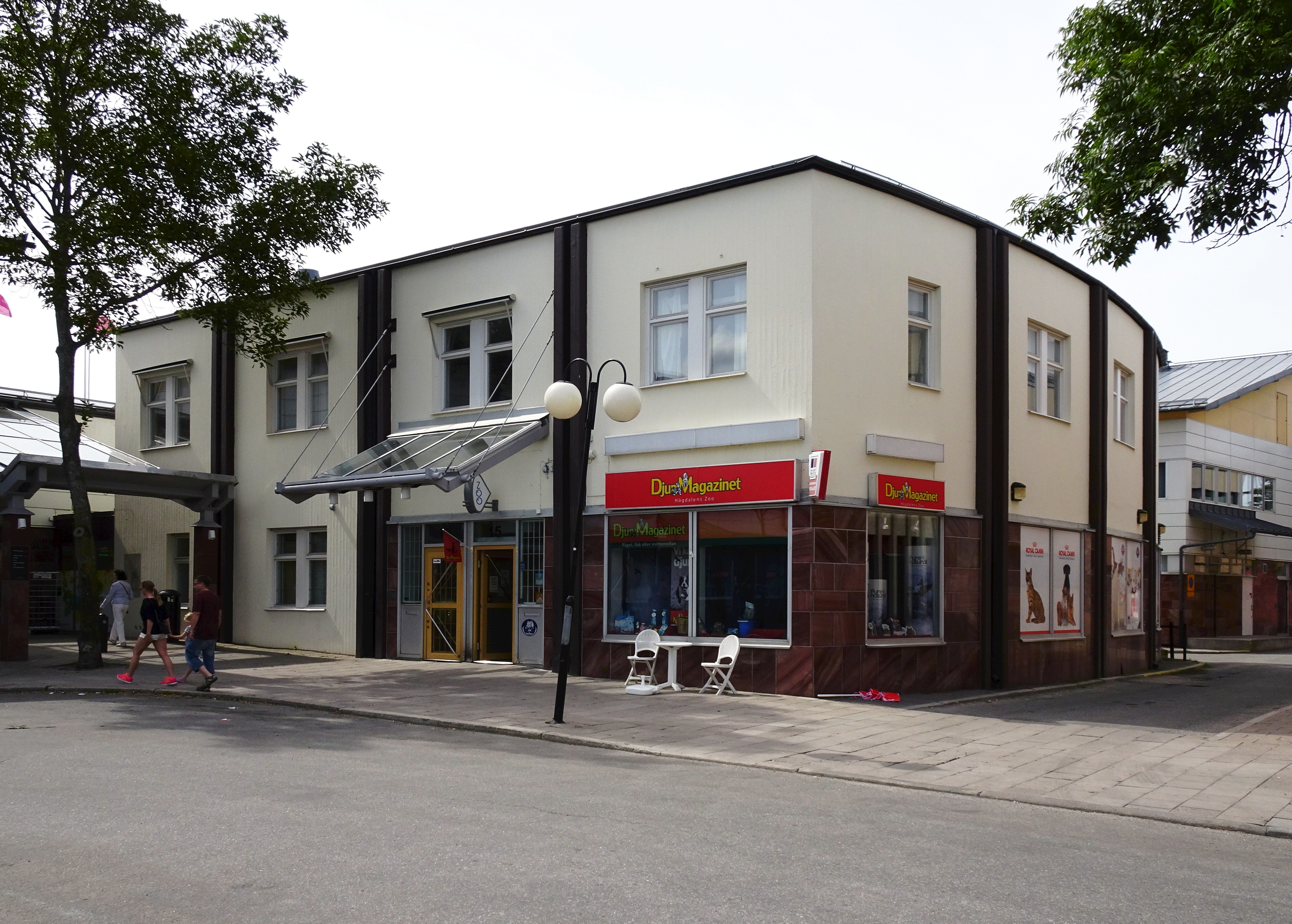
Fd Biograf Rondo
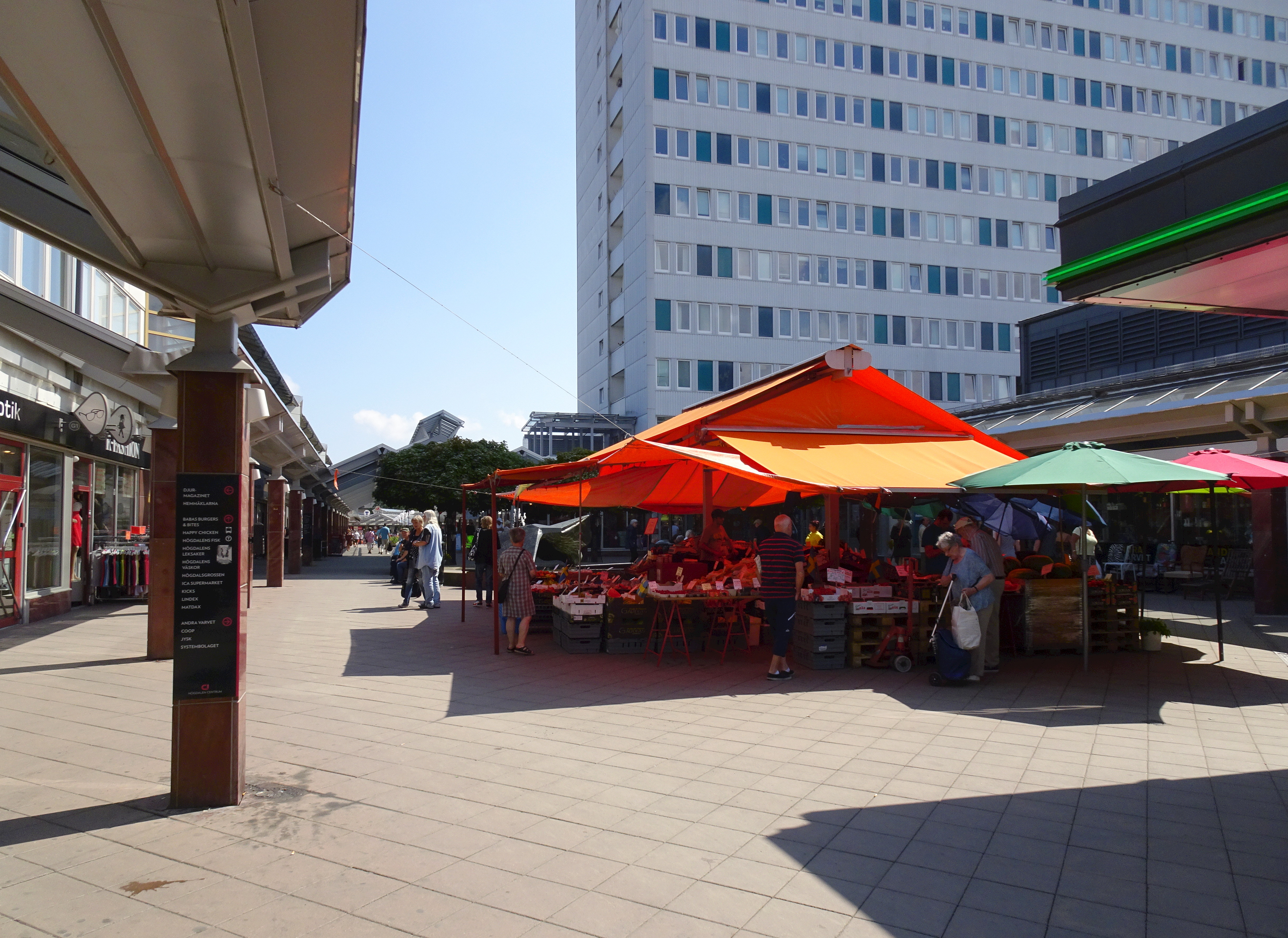
Salutorget
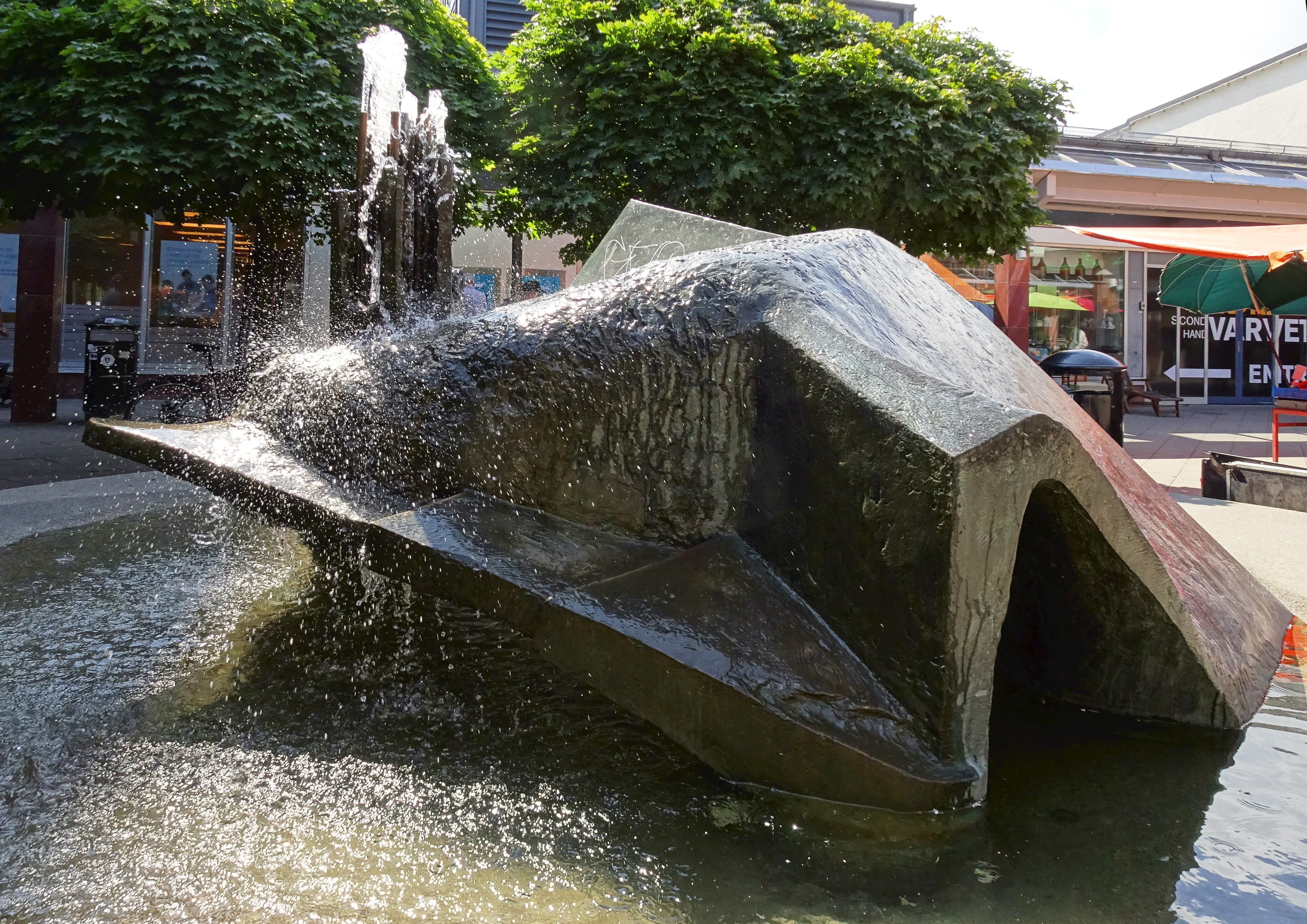
Malm och vatten av Willy Gordon
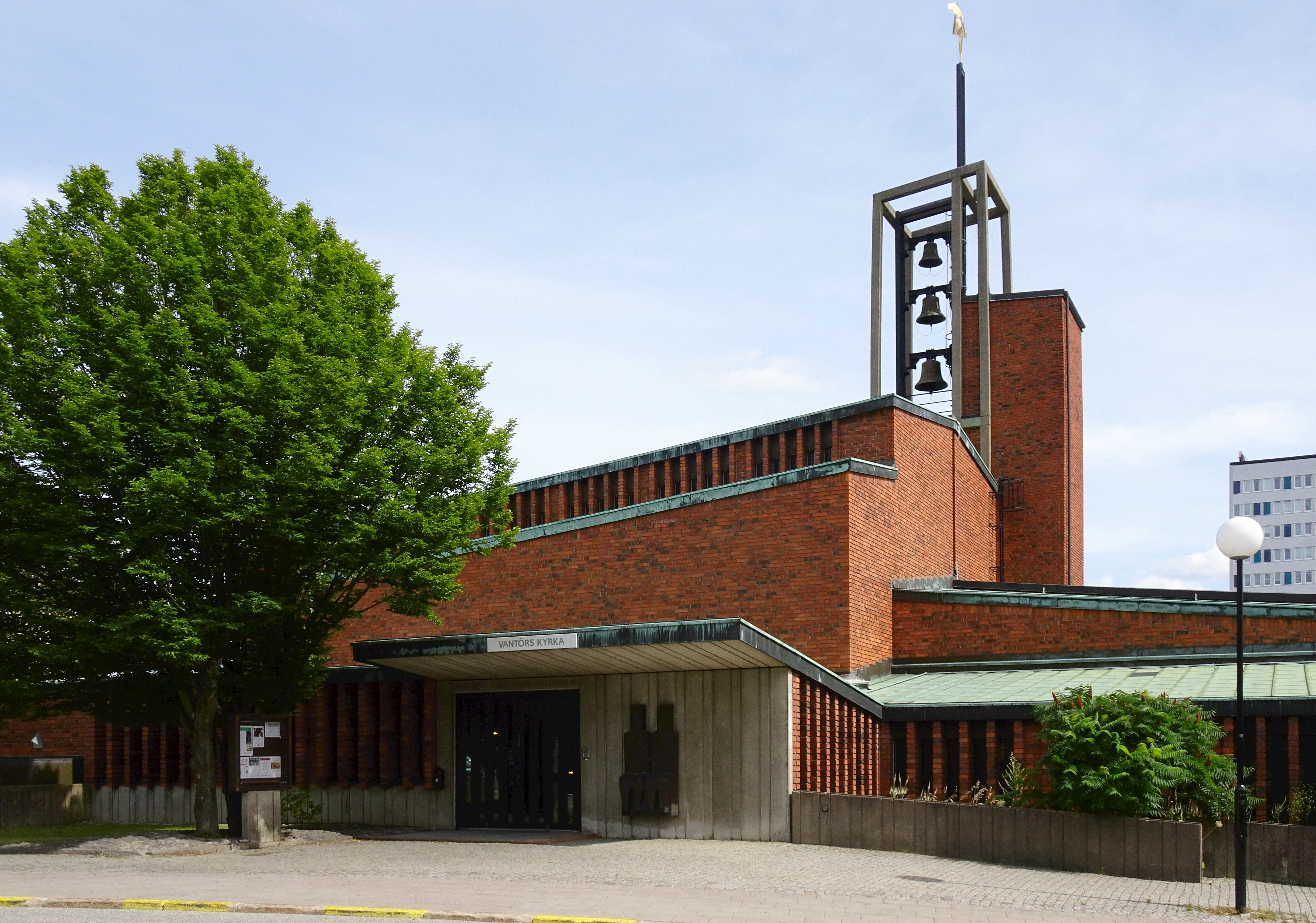
Vantörs kyrka
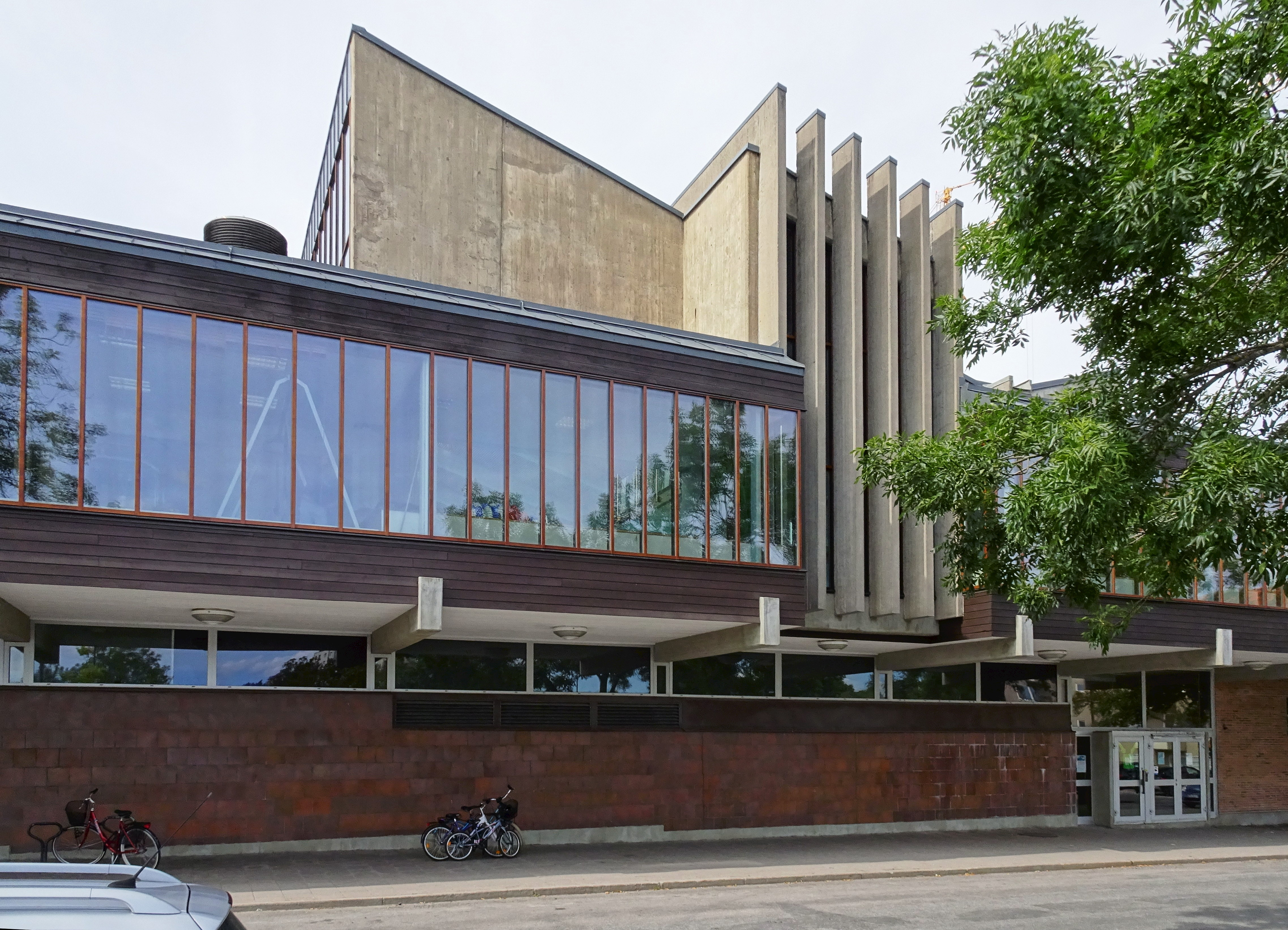
Högdals sim- och idrottshall

### Bilder, övrig bebyggelse

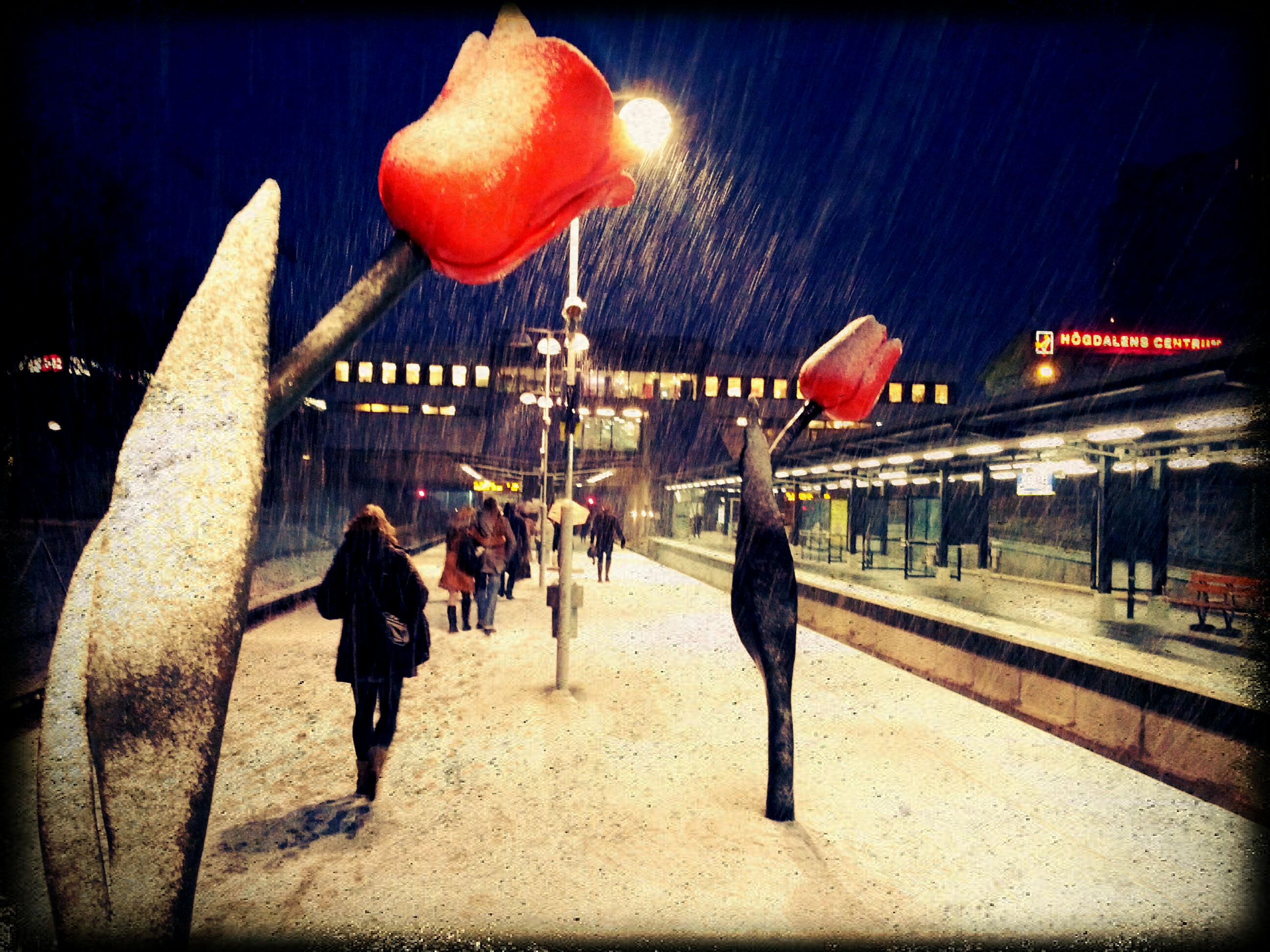
Högdalen tunnelbanestation
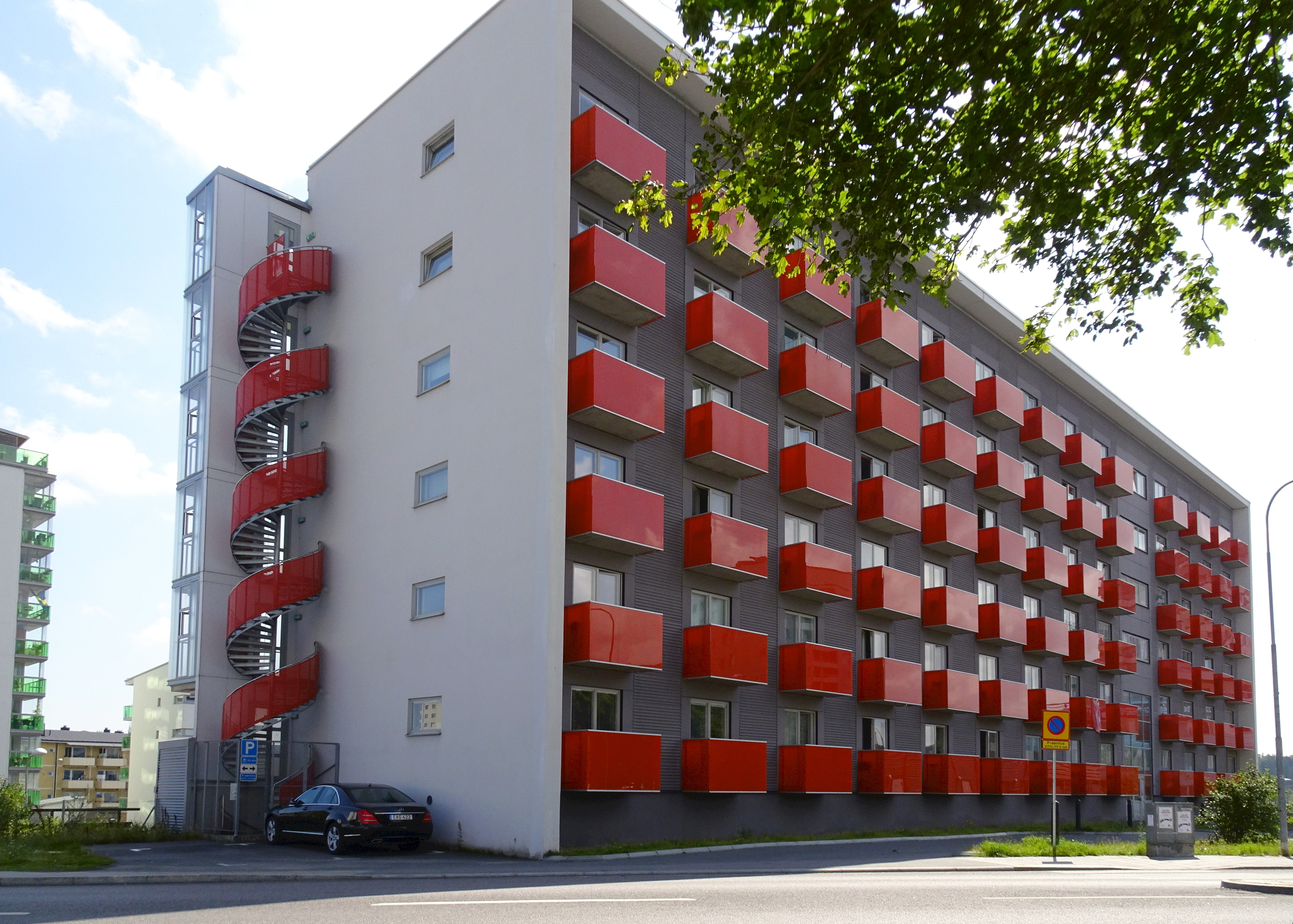
Ungdomsbostäder vid Skebokvarnsvägen
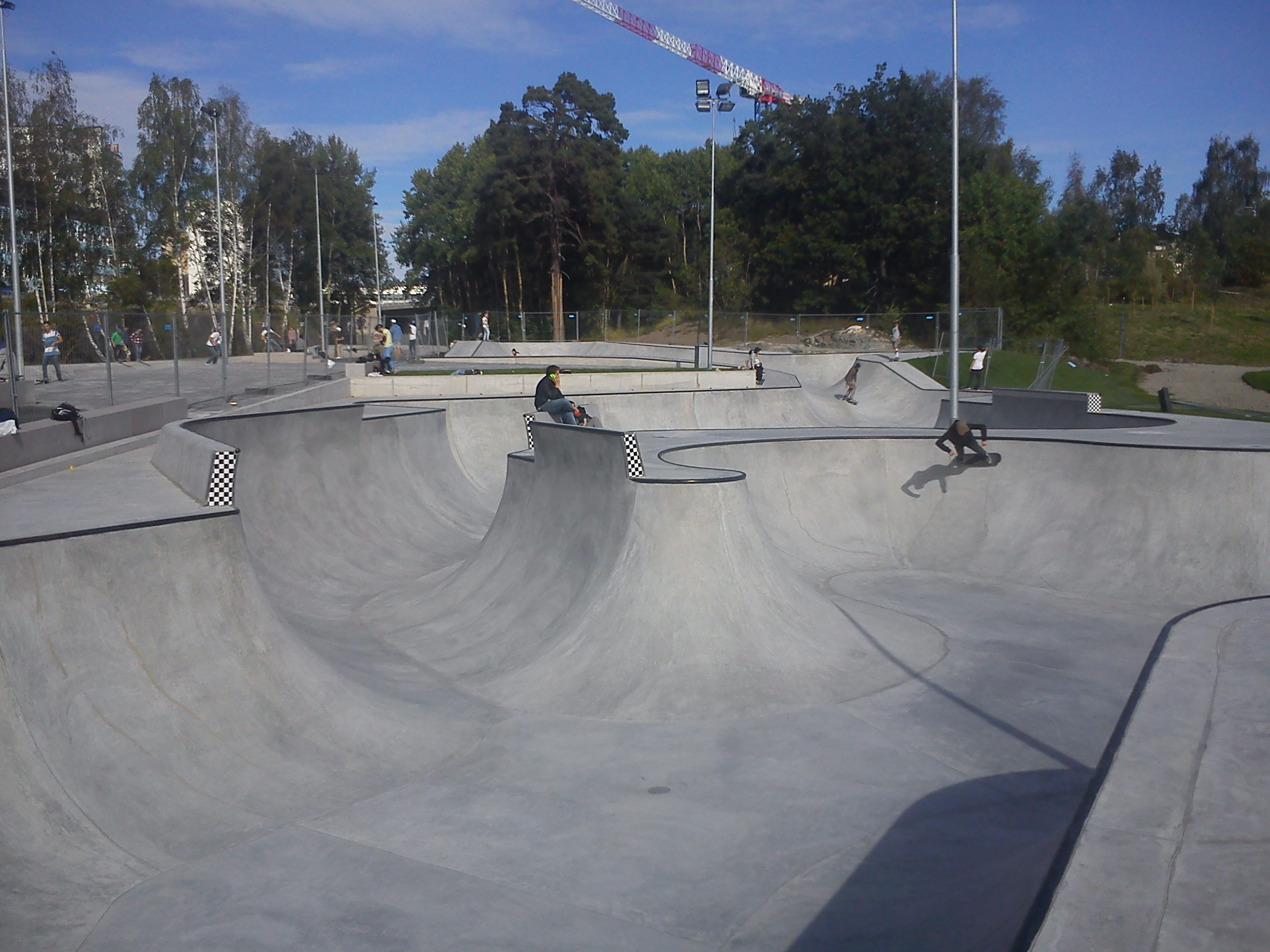
Highvalley Skateworld
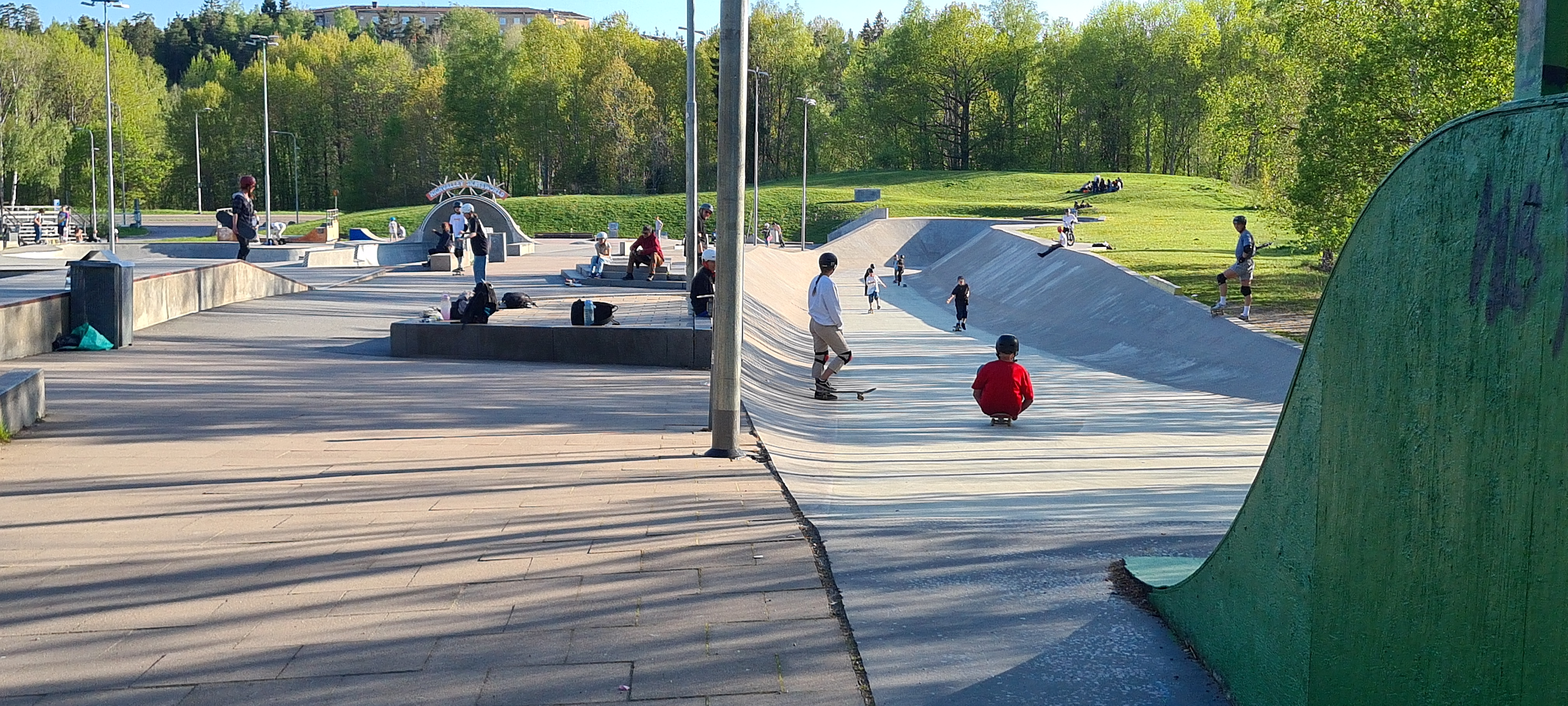
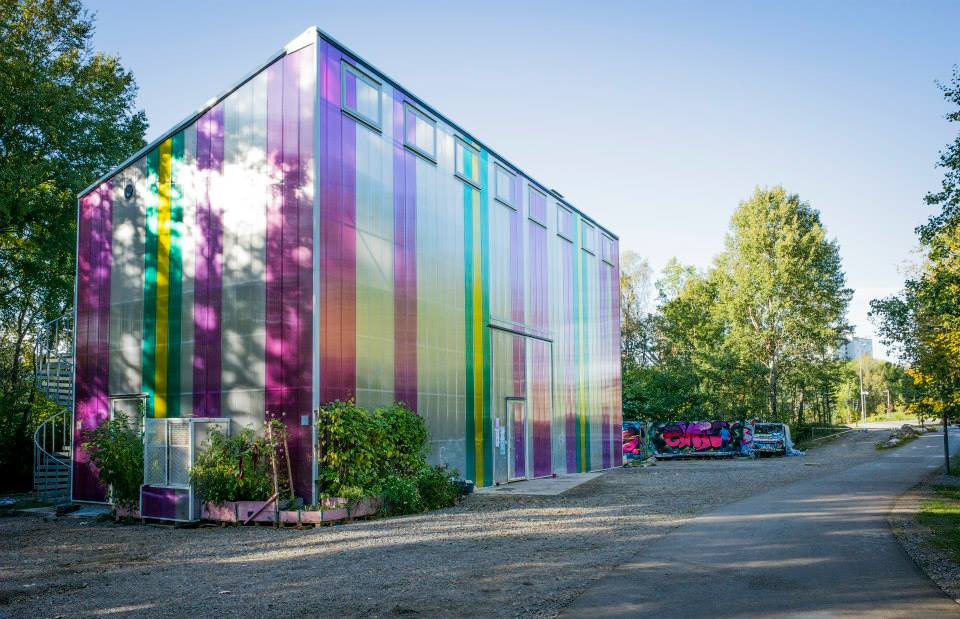
Cyklopen
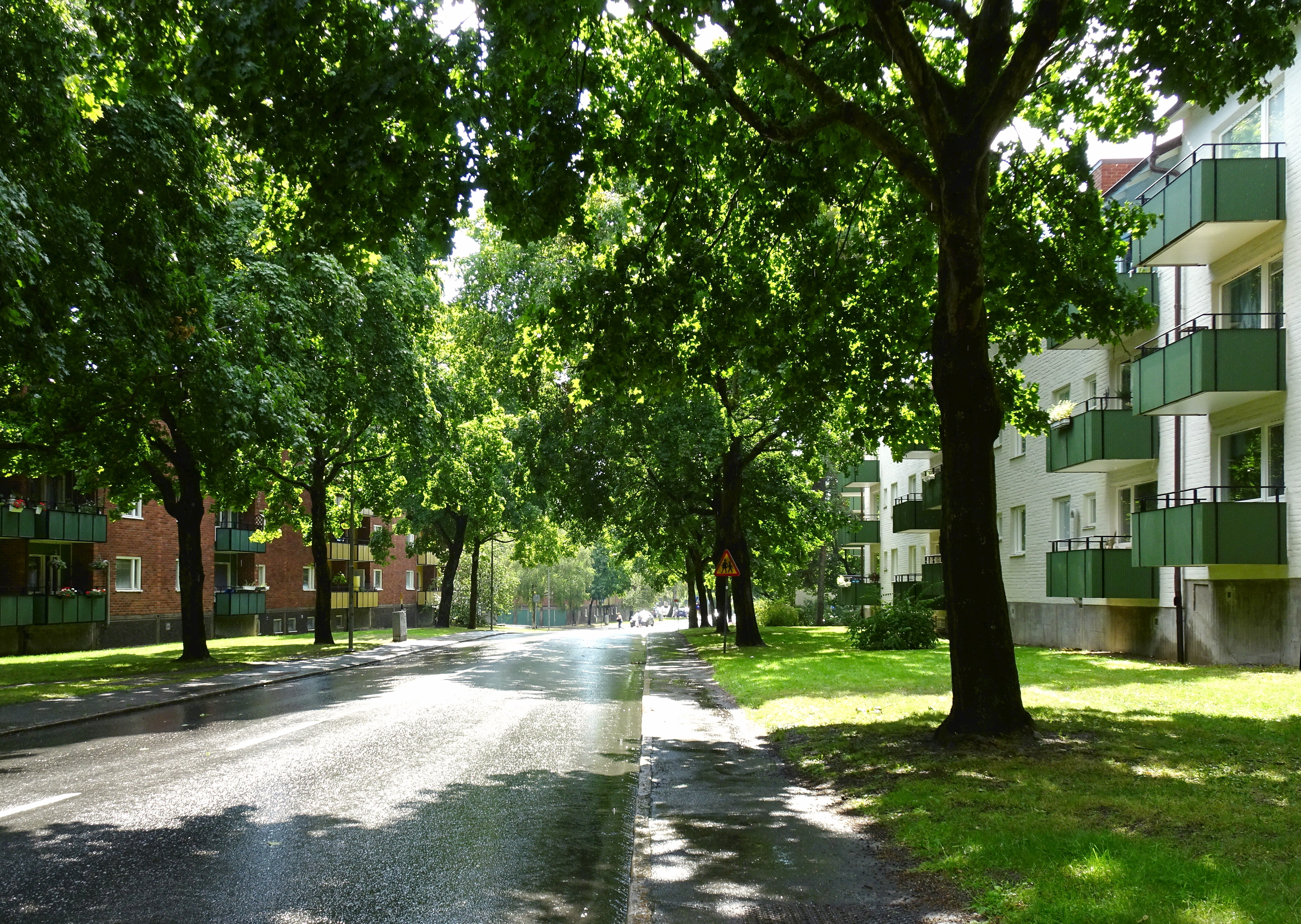
"Folkhemsarkitektur" vid Trollesundsvägen
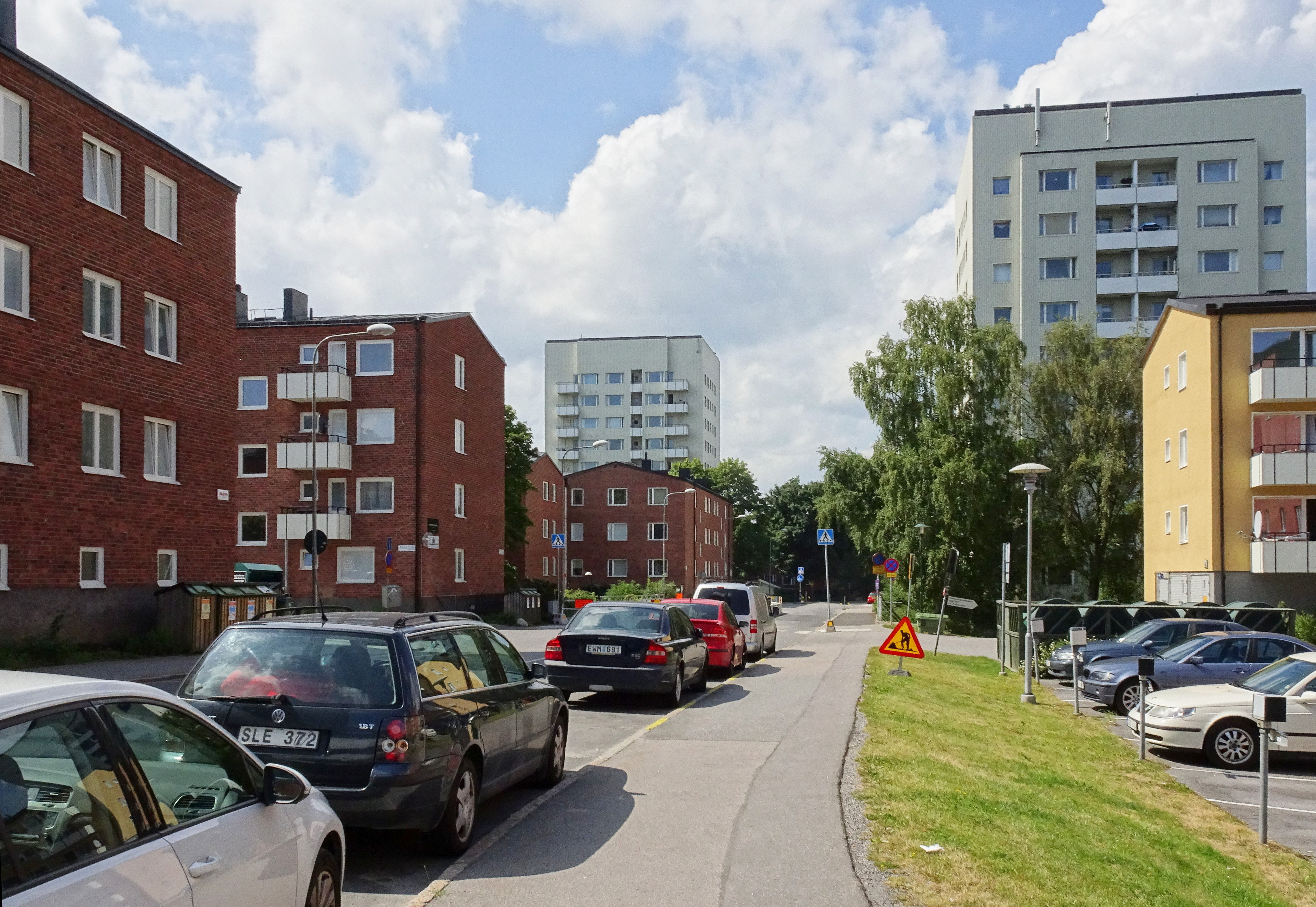
Hög- och låghus vid Skebokvarnsvägen

## Tunnelbanestationen

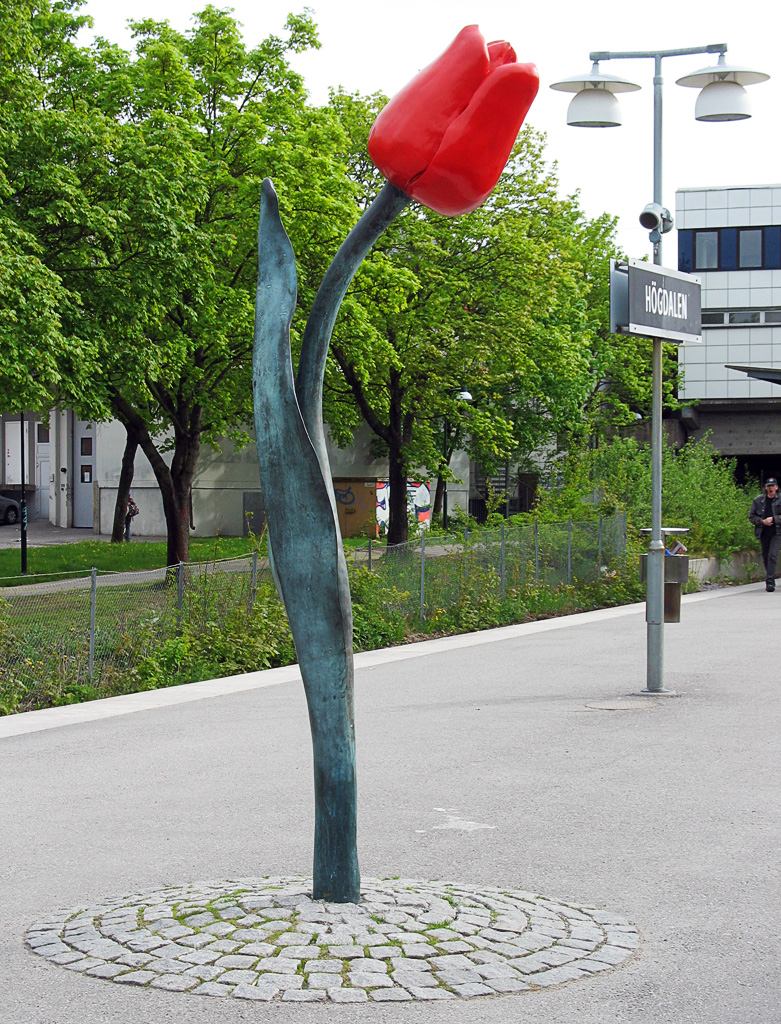
Högdalens tunnelbanestation

Högdalen är en station inom Stockholms tunnelbana som trafikeras av Tunnelbana 1 (gröna linjen). Stationen togs i bruk den 22 november 1954. Den första stationen var provisorisk, den nuvarande stationen invigdes den 3 november 1957.
Stationen fick konstnärlig utsmyckning år 2002. Den är utförd av Birgitta Muhr och består av tre stycken två och en halv meter höga bronstulpaner med grönpatinerade stjälkar och rödlackerade blomkronor. Sedan februari 2009 ligger Högdalens bibliotek i tunnelbanehuset, en trappa upp från biljetthallen. Under sommaren 2011 genomgick Högdalens station en upprustning, som ett led i uppfräschningen och renoveringen av tunnelbanans Hagsätragren.